# Ново-Булгаринский сельсовет
Ново-Булгаринский сельсовет — сельское поселение в Икрянинском районе Астраханской области Российской Федерации.
Административный центр — село Ново-Булгары.

## История
Статус и границы сельского поселения установлены Законом Астраханской области от 6 августа 2004 года № 43/2004-ОЗ «Об установлении границ муниципальных образований и наделении их статусом сельского, городского поселения, городского округа, муниципального района».

## Население
| 2006 | 2010 | 2012 | 2013 | 2014 | 2015 | 2016 |
| ---- | ---- | ---- | ---- | ---- | ---- | ---- |
| 1000 | ↘489 | ↗500 | ↗514 | ↗523 | ↗535 | ↘532 |
| 2017 | 2018 | 2019 | 2020 | 2021 |      |      |
| ↗538 | ↗548 | ↘544 | ↘538 | ↗558 |      |      |

## Состав сельского поселения
| № | Населённый пункт | Тип населённого пункта       | Население |
| - | ---------------- | ---------------------------- | --------- |
| 1 | Ново-Булгары     | село, административный центр | ↗558      |